# 氯碱法
氯碱法，由电解饱和食盐水溶液制取氫氧化鈉、氯气和氢气的工业生产方法，是重要的基础化学工业之一。

## 主要原理
NaCl在水中会解离出{\displaystyle Na^{+}}以及{\displaystyle Cl^{-}}，在通电的情况下：
{\displaystyle Na^{+}+e=Na}
以及
{\displaystyle 2Cl^{-}-2e=Cl_{2}}
同时，Na会与水反应，生成NaOH和{\displaystyle H_{2}}。
综合起来就是：
{\displaystyle 2NaCl+2H_{2}O=2NaOH+H_{2}+Cl_{2}}

## 製備方式
氯碱法有三種製備的方式：分別是薄膜法（Membrane cell process）、隔膜法（Diaphragm cell process）及汞極法（Mercury cell process）。汞極法以汞（水銀）為電極，利用鈉汞齊可以有效的產生不含氯的氫氧化鈉，但其中會用到大量的汞，會造成嚴重的環境問題。在正常的製程中，每年會釋放數百公斤的汞到環境中，在環境中累積造成污染。而且，用氯碱法製備的氯氣和氫氧化鈉中都會含有痕量的汞。薄膜法和隔膜法都沒有用到汞，但產生的氫氧化鈉中會含有氯，仍需用其他的方式脫氯。